# Pilifera gracilis
Pilifera gracilis är en kräftdjursart som först beskrevs av T. Scott.  Pilifera gracilis ingår i släktet Pilifera och familjen Laophontidae. Arten har ej påträffats i Sverige. Inga underarter finns listade i Catalogue of Life.